# Protaetia affinis
Protaetia affinis – gatunek chrząszcza z rodziny poświętnikowatych i podrodziny kruszczycowatych.

## Występowanie
Występuje w południowej Europie oraz na południowych terenach Europy środkowej, w Azji Mniejszej, Syrii, Iranie oraz na Kaukazie. W Polsce notowany sprzed przeszło 50 lat, jednak te dane nie zostały później potwierdzone.

## Opis gatunku
Występuje w lasach liściastych. Larwy żerują w murszejącym drewnie, głównie dębów, oraz w mrowiskach Formica rufa i Camponotus herculeanus. Osobniki dorosłe można spotkać od czerwca do sierpnia.

## Galeria

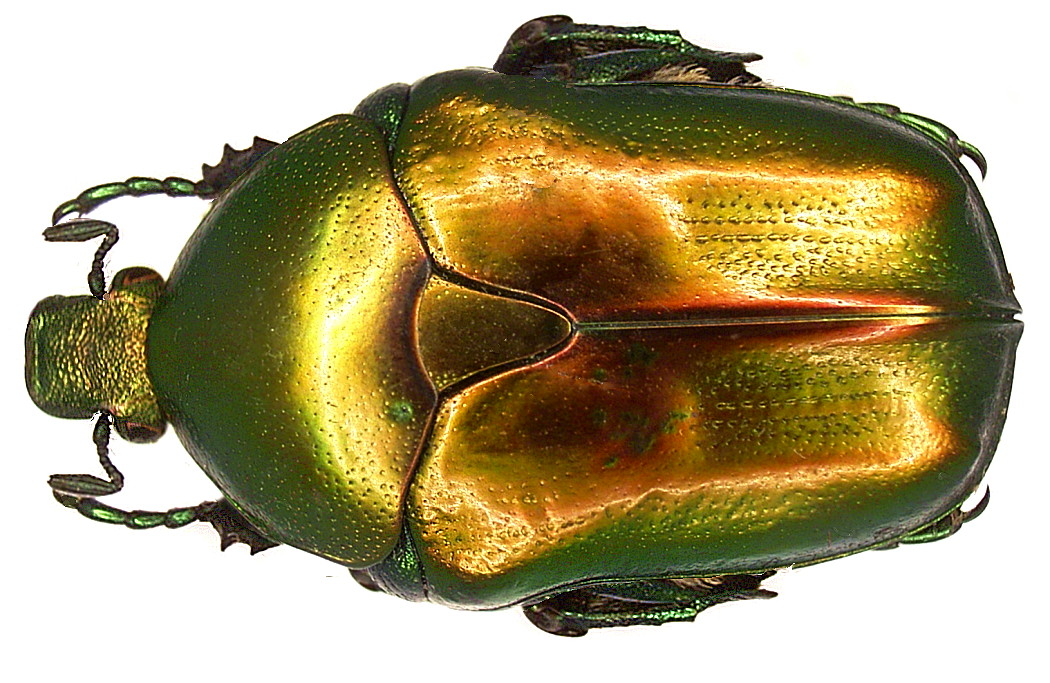
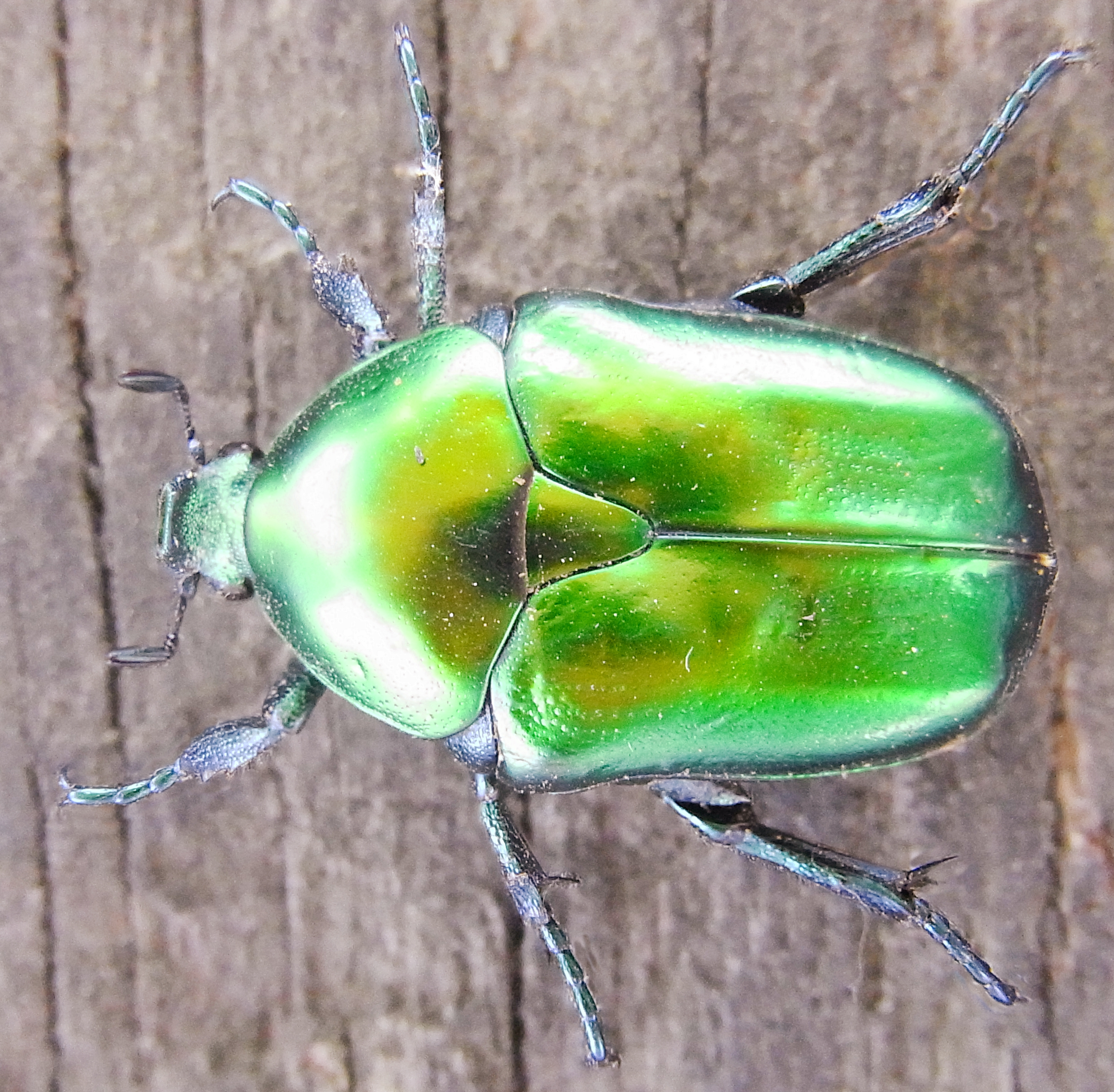